# Edmund Dzierżyński

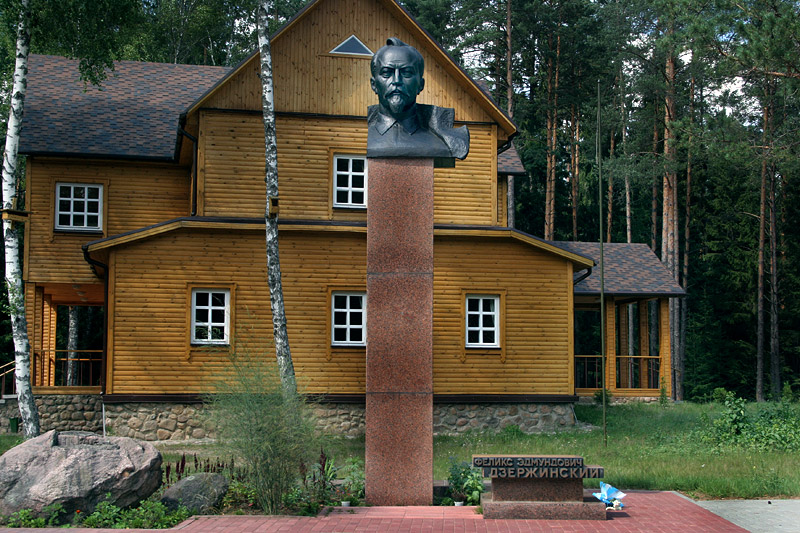
Zrekonstruowany dworek Dzierżyńskich w Dzierżynowie na Białorusi

Edmund Rufin Dzierżyński herbu Samson (ur. 15 maja?/27 maja 1838 w Oszmianie, zm. 19 maja 1882 w Oziembłowie) – polski ziemianin, nauczyciel, kawaler Orderu Świętej Anny.

## Życiorys
Wywodził się z rodziny szlacheckiej. Był synem Józefa Dzierżyńskiego, po którym odziedziczył rodzinny majątek Oziembłowo (obecnie Dzierżynowo). W 1863 roku ukończył studia na wydziale matematyczno-fizycznym uniwersytetu w Petersburgu. Pracował jako korepetytor, potem także nauczyciel gimnazjalny w Chersoniu. Od 1868 roku mieszkał w Taganrogu, gdzie wykładał w gimnazjum męskim i żeńskim. Wśród jego uczniów był między innymi Anton Czechow. W 1873 roku został kawalerem Orderu św. Anny III stopnia.
Ze względu na stan zdrowia (wedle innych informacji – z powodu nieporozumień z kierownictwem szkoły na tle politycznym) zrezygnował z pracy szkolnej w 1875, nie przedłużając umowy dzierżawy rodzinnego majątku. Dzięki temu mógł sprowadzić się tam z rodziną i wieść spokojne życie niezamożnego ziemianina. Dwa lata później przyszedł tam na świat jego syn, Feliks. Edmund Dzierżyński zmarł na gruźlicę w 1882 roku.
Żonaty był z Heleną Januszewską (1849-1896), córką profesora petersburskiego, którą uwiódł w czasie dawanych jej korepetycji i do małżeństwa z którą został przymuszony. Tak zawarte małżeństwo okazało się jednak dobrane i szczęśliwe. Mieli dziewięcioro dzieci, kolejno: Aldonę, która została wydana za ziemianina, Stanisława mieszkającego w rodzinnym domu, zamordowanego w 1917 roku, wspomnianego Feliksa, Kazimierza, ziemianina, żołnierza ruchu oporu, zamordowanego przez Niemców w czasie II wojny światowej, Ignacego, nauczyciela, Władysława, lekarza, Jadwigę, wydaną za ziemianina, Wiktora, który zmarł w dzieciństwie oraz Wandę. Wanda zmarła w dzieciństwie, wedle niektórych informacji miał ją przypadkowo zastrzelić bawiący się bronią Feliks. Według innej wersji Wanda została zastrzelona przez brata Stanisława, który nie wiedział, że strzelba, z której mierzył do siostry, była nabita.